# Зоряний шлях: Пікар
«Зоряний шлях: Пікар» (англ. Star Trek: Picard) — американський фантастичний телесеріал, створений для CBS All Access виконавчим продюсером Алексом Курцманом. Це восьмий серіал у франшизі «Зоряний шлях», в центрі якого перебуває адмірал у відставці Жан-Люк Пікар.
Дія розгортається наприкінці XXIV століття, через двадцять років після подій фільму «Зоряний шлях: Відплата» (2002). На сюжетну лінію серіалу вплинуло руйнування Ромула внаслідок вибуху наднової в 2387 році (за оригінальною хронологією), яке призвело до виникнення альтернативної реальності фільмів «Зоряний шлях» (2009), «Зоряний шлях: Відплата» (2013) та «Зоряний шлях: За межами Всесвіту» (2016).
Після загибелі андроїда Дейти та руйнування планети Ромул, життя Жана-Люка Пікара різко змінилося. Він покинув службу в Зоряному флоті, розчарувавшись в його діях. Проте поява нащадків Дейти спонукає старого Пікара нелегально вирушити в нові космічні подорожі.
Передісторія подій серіалу викладена в лінійці коміксів «Countdown» («Зворотній відлік»), три випуски-приквели якого побачили світ протягом 2019—2020 років.
Незадовго після запуску першого сезону серіал було продовжено на другий сезон з десяти епізодів, який стартував 3 березня 2022 року. Третій сезон став останнім.

## Сюжет

### Передісторія
За двадцять років до подій серіалу в зорі столичної системи ромуланців було виявлено ознаки її перетворення на наднову. Прославлений адмірал Зоряного Флоту Жан-Люк Пікар організував рятувальну операцію з 10 тисяч зорельотів аби врятувати майже мільярд ромуланців. Проте Федерація скасувала операцію з огляду на те, що ромуланці були її ворогами. Обурений цим Пікар покинув Зоряний Флот і оселився на Землі осторонь політики. В той же час Федерація почала виробляти синтетів, подібних до Дейти. Втім, таємниця його людяності лишилася нерозгаданою, оскільки Дейта пожертвував собою, рятуючи Пікара та його команду (див. «Зоряний шлях: Відплата»). Несподівано синтети підняли повстання на Марсі, знищивши базований там евакуаційний флот. Після цього їх виробництво та дослідження в галузі штучного інтелекту були заборонені.

### Перший сезон
Жан-Люк Пікар перебуває у відставці та живе в шато у Франції. З нагоди річниці його участі в евакуації ромуланців Пікара відвідують журналісти. Адмірал розповідає як його план зазнав краху і різко засуджує політику Зоряного Флоту. Невдовзі до Пікара приходить жінка Даж, нареченого якої вбили невідомі. При цьому вона виявила надлюдську силу та несвідомо знищила нападників і побачила видіння Пікара. Жан-Люк зауважує, що Дейта ще 30 років тому намалював Даж і підозрює, що вона теж синтетична людина. Під час нападу ромуланських спецпризначенців Даж гине. Пікар відвідує докторку Агнес Джураті, котра розповідає, що створити аналога Дейти так і не вдалося. Навіть ідентичний Б-4, в якого той завантажив свою свідомість, вийшов набагато примітивнішим. Проте доктор Брюс Меддокс, прихильник розвитку штучного інтелекту, міг займатися синтетами попри заборону. Згодом Джураті відвідує ромуланка під прикриттям на ім'я О та показує їй видіння якихось жахливих подій, які спричинить розвиток синтетів. Тим часом серед ромуланців виявляється синтетка Соджі, ідентична Даж.
Пікар при допомозі ромуланки-домогосподарки Ларіс розслідує, що вбивство Даж організувала таємна ромуланська спецслужба Жат Ваш. Ларіс зауважує — ромуланці ніколи не створювали штучний інтелект через якусь загрозу, про яку знає тільки ця спецслужба. Їй з Пікаром вдається розкрити, що Соджі виходила на контакт із Даж і перебуває десь у космосі. Жан-Люк вирушає до штабу Зоряного Флоту аби попросити в адмірала Кленсі дозволу відправити його на пошуки Соджі. Проте вона відмовляє йому під приводом того, що заява Пікара про втручання ромуланців стане приводом для війни. Тим часом Соджі працює в пошкодженому кубі борґів як спеціалістка зі штучного інтелекту. В довіру до неї втирається ромуланець Нарек, завдання якого полягає у з'ясуванні де перебувають інші синтети. Його сестра Нарісса паралельно шпигує в Зоряному Флоті, видаючи себе за людину.
Намагаючись врятувати Соджі, Пікар знаходить свою колегу Раффі та просить у неї корабель. Вона знає, що хтось в командуванні Зоряного Флоту допустив атаку на Марс саме з метою позбавити ромуланців порятунку. Раффі відмовляється дати корабель, але радить зустрітися з нелегальним пілотом Ріосом. Перед його відльотом на шато нападають агенти Жат Ваш. Відбивши напад, Пікар з Джураті та Раффі летять на кораблі Ріоса «Сирена» шукати Меддокса. Соджі займається реабілітацією ромуланки Ранди, що була перетворена на борґа. Несподівано та каже, що знає Соджі в майбутньому — це «Руйнівниця» Сеп Шенеп.
Команда відвідує планету, де Пікар наймає ромуланського мечника Елнора. Їх атакують ромуланські найманці, та на допомогу прилітає колишня борґ Сьома з дев'яти. Команді вдається вислідкувати Меддокса, котрого викрали злочинці з планети Фріклауд аби передати Жат Ваш. Пікар з товаришами придумують забрати Меддокса нібито в обмін на Сьому з дев'яти, котра цікавить торговців технологіями борґів. Хоча все йде не за планом, їм вдається врятувати доктора, котрий розповідає де шукати Соджі. Та слідом Джураті потай убиває Меддокса, видавши це за смерть від отриманих у полоні травм.
Нарек допомагає Соджі усвідомити, що вона синтетка, та пригадати де її було створено. Після цього він лишає Соджі на вірну смерть, але вона активовує свої надлюдські можливості та тікає. На куб у той же час прибуває Пікар з командою. Він переконує Соджі піти з ним, але на заваді стають ромуланці. Тоді на допомогу приходять знайомий колишній борґ Х'ю й Елнор. Ввімкнувши схований на кубі телепорт, Пікар з Соджі переносяться на планету Непенте. Там Пікар зустрічає Діану Трой і Вільяма Райкера, котрі виховують доньку Кестру. Вона впізнає планету, котру Соджі пригадала як свій дім. Ріос вирушає до Непенте, проте за його командою слідують ромуланці. Джураті сумнівається чи правильно вчинила, давши себе відслідковувати, тому вводить себе в штучну кому. Ріос приводить корабель непоміченим і забирає Пікара з Соджі.
На борту «Сирени» з'ясовується, що Ріос раніше зустрічав синетів і убив їх за наказом Зоряного Флоту. Джураті вдається привести до тями та допомогти згадати що ромуланці їй показали. Команда дізнається, що Жат Ваш знайшли послання від цивілізації, знищеної створеними нею ж синтетами. Там містилося попередження не допускати появи синтетів і запис якихось жахливих подій. Це спонукало Жат Ваш заслати агентів до Зоряного Флоту та підлаштувати повстання синтетів на Марсі, навіть ціною загибелі більшості ромуланців. Джураті переконується, що Соджі не бажає зла і тоді синтетка прокладає шлях до планети, де була створена. Тим часом ромуланці під командуванням Нарісси споряджають туди ж флот. Сьома з дев'яти об'єднується з Елнором і реактивовує куб борґів.
«Сирена» досягає планети Гуліон-4, котру охороняють синтетичні істоти, схожі на квіти. Слідом прибуває і куб борґів. Квіти скидають обох в атмосферу, розкидавши в різних регіонах. Пікар з командою знаходить поселення синтетів, яких створив Алтан Сунг — син Нуньєна Сунга, що створив Дейту. Глава синтетів на ім'я Аркана повідомляє, що метою Даж і Соджі було знайти «настанову». Це і є видіння, котре бачила Джураті. Аркана зчитує його з пам'яті Джураті та пояснює, що органічні цивілізації неправильно тлумачать видіння. Вони прагнуть досконалості в формі синтетів, але бояться її. Існує таємний Альянс синтетів, який звільняє штучне життя від загрози з боку органіків і забирає їх до себе. Альянс можна прикликати, побудувавши антену та пославши сигнал, зашифрований в «настанові». Пікар запевняє синтетів і Алтана, що відстоюватиме їхнє право на життя перед Федерацією, проте йому не вірять. Тим часом синтети схоплюють вцілілого Нарека, який невдовзі тікає, вбивши сторожу. Коммодор О вираховує координати планети та спрямовує туди ромуланський флот.
Джураті звільняє Пікара з-під арешту та доставляє на «Сирену» з метою зупинити флот ромуланців. Ріос і Раффі об'єднуються з Нареком, аби знищити антену, якою синтети планують дати сигнал альянсу. Алтан виявляє, що це Аркана була вбивцею і так замислила переконати синтетів, що виклик альянсу єдиний шлях на порятунок. Тож він допомагає Ріосу доставити бомбу, проте Соджі знешкоджує її. О приводить флот і віддає наказ бомбардувати планету. Тоді Пікар з Джураті обманюють ромуланців, створивши видимість безлічі «Сирен», поки за повідомленням Пікара не прибуває справжній флот Федерації під командуванням Райкера. Пікар просить Соджі вимкнути антену зі словами, що органіки й синтети здатні врятувати одні одних в цю мить. Соджі погоджується і альянс не встигає прибути до Гуліона-4 крізь міжпросторовий портал. Пікарові стає зле через давню хворобу, Соджі забирає його на планету, але Жан-Люк помирає, оточений своїми соратниками. Втім, згодом він виявляє себе в приміщенні поряд із Дейтою. Той повідомляє, що Алтан і Джураті встигли перенести особистість Пікара в синтетичне тіло, а поки що вона перебуває в симуляції. Також він просить стерти його особистість — це останній крок до того, щоб стати людиною, оскільки люди смертні. Пікар отямлюється і Джураті пояснює, що його нове тіло прослужить ще стільки, скільки мало б, якби адмірал був здоровий. Зібравши команду знову, Пікар вирушає до Федерації.

### Другий сезон
У космосі відкривається просторово-часовий розрив, крізь який транслюється сигнал «Допоможи нам, Пікаре». Жана-Люка Пікара, який повернувся доживати свій вік у рідне шато, терміново викликають на зореліт «Старґейзер», щоб дав відповідь на сигнал. З розриву вилітує корабель борґів, який відчайдушно просить про допомогу. Королева борґів телепортується на «Старґейзер» і захоплює контроль над ним і сусідніми зорельотами. Пікар вимикає самознищення, але після вибуху опиняється в альтернативній реальності. Богоподібна істота Q, з якою він стикався раніше, повідомляє, що Пікар повинен продовжити своє випробування. Майже одразу той розуміє, що потрапив до світу, де замість мирної Федерації існує жорстока Конфедерація, котра підкорила чи знищила численні цивілізації, а Пікар у ній — найвидатніший і найкривавіший генерал в історії.
Разом з тим Сьома з дев'яти виявляється в цьому світі президентом Конфедерації, Анікою. Вона швидко вживається в роль і розшукує інших членів екіпажу «Старґейзера». Аніка знаходить Крістобаля, Агнес, Елнора та Раффі. Вони з'ясовують, що хід історії було порушено, але при цьому королева борґів, захоплена в полон, відчуває як саме змінилися події. Королева вказує знайти в Лос-Анджелесі 2024 року «Спостерігача». Проблема в тому, що саме цього дня королеву борґів Пікар повинен стратити особисто, і герої вирішують скористатися цим аби знайти спосіб вирушити в минуле та повернути хід історії в правильне русло. Їм вдається потрапити на борт «Сирени», але туди ж телепортуються спецпризначенці. В ході бою Елнор зазнає поранення та потім помирає. «Сирена» розганяється навколо Сонця і завдяки обчисленням королеви борґів переноситься в 2024 рік.
Команда телепортується в різні місця Сан-Франциско. Крістобаль помилково опиняється надто високо, падає та потрапляє до лікарні для емігрантів Терези Рамірез, на яку здійснює облаву поліція. Раффі з Анікою визволяють Крістобаля та повертаються на «Сирену». Тим часом Пікар зустрічає знайому інопланетянку Гайнан, що живе в цей час на Землі. Вона розчарована в людях, але відчуває, що з часом щось неправильно, тому погоджується допомогти. Вона знайомить Пікара з однією зі Спостерігачів, яка, вселяючись у різних людей, спрямовує Пікара до ромуланки Таллінн. Та пояснює, що поворотною подією історії буде відмова астронавтки Рене Пікар (нащадком якої є Жан-Люк) летіти на Європу. Проблема в тому, що Рене має депресію, а Q переконує її відмовитися від польоту.
Королева борґів заманює на «Сирену» поліцейського, щоб зробити з нього свою маріонетку. Агнес застрелює королеву, проте частинка її особистості лишається в розумі Агнес і потім бере під контроль її тіло. У той же час генетику Адаму Сунгу відмовляють у підтримці досліджень, які він незаконно здійснював, що вилікувати свою дочку Кору. Q дає йому ліки, а в обмін просить про послугу — вбити Рене. Адам хоче збити її на авто, але натомість збиває Жана-Люка. Його дочка розкриває, що батько ставив на ній експерименти, викрадає ліки й тікає з дому. Q відвідує королева борґів у тілі Агнес, пропонуючи свої знання в обмін на групу спецпризначенців для захоплення «Сирени».
Крістобаль відвозить Жана-Люка в лікарню, де Таллінн проникає в розум потерпілого. Вона допомагає Жану-Люку подолати свої страхи та отямитися. Той розуміє, що Q теж потребує допомоги і сподівається викликати його за допомоги Гайнан. Але Q не з'являється, замість нього прибуває ФБР та арештовує Пікара з Таллін і Гайнан. Слідчий допитує Пікара, в ході чого розповідає як зустрів у дитинстві вулканців і це спонукало його все життя шукати інопланетян. Пікар переконує слідчого відпустити його та друзів заради майбутнього. Q прибуває з запізненням і зізнається, що помирає, тому хотів би виправити декілька подій.
Королева борґів намагається захопити «Сирену», щоб дати борґам фору і врятувати їх від знищення. Проте Агнес заздалегідь зробила ключ, який віддає голограмі Елнора. В бою з королевою Аніка зазнає поранення, Агнес пропонує угоду: вона віддає королеві борґів «Сирену» в обмін на порятунок Аніки. Та погоджується, але Агнес перехоплює контроль над тілом. Паралельно Сунг намагається вбити Пікара, та на заваді стає Крістобаль, який телепортується на підмогу. Втративши всіх союзників, Сунг тікає. Агнес каже, що стала напівборґом і усвідомила нову мету: створити нових борґів, кожен з яких буде окремою особистістю, і вони більше не загрожуватимуть галактиці. Агнес відлітає на «Сирені», а Пікар з рештою команди лишаються в 2024 році забезпечити політ Рене.
Сунг готує дрони, щоб збити ракету Рене, а також приходить поговорити з нею особисто. Він отруює астронавтку, проте це виявляється замаскована Таллін, тоді як справжня Рене, надихнувшись розповіддю Жана-Люка, вирушає в політ. Кора стирає всі батькові напрацювання, та одне лишається на папері — програма створення надлюдини Хана (див. «Зоряний шлях: Гнів Хана»). Невдовзі Кору зустрічає дорослий Веслі (див. «Зоряний шлях: Наступне покоління»), який розповідає, що є одним зі Спостерігачів, і пропонує Корі приєднатися до нього. Q пояснює Пікару свою мету — померти не на самоті, чого бажає і йому. А для цього Пікару слід змінити своє рішення на борту «Старґейзера». Тож Q витрачає свої останні сили аби перенести команду в рідний час. Крістобаль, однак, лишається в XXI сторіччі з Терезою та її сином. Опинившись на «Старґейзері», Пікар впізнає, що Королева борґів — це Агнес, і скасовує самознищення. Королева використовує щити захоплених зорельотів, щоб зупинити потужний викид енергії, який загрожував цілому сектору галактики. На місці викиду формується величезний портал трансварпу, який Агнес вирішує охороняти та просить вступу борґів до Федерації.

### Третій сезон
Доктор Беверлі Крашер та її син Джек зазнають нападу невідомого ворога. Беверлі шле Жану-Люку Пікару зашифроване повідомлення з проханням про допомогу та зазначає, що командування Зоряного флоту не можна вірити. Пікар вирушає на порятунок, для чого відвідує зореліт «Титан-А», яким командує Вільям Райкер. Хоча Вільям не згідний змінити курс, його перша офіцер Сьома з дев'яти спрямовує зореліт до вказаної Пікаром точки. Раффі Мусікер тим часом отримує від невідомого інформатора відомості, що викрадена нещодавно технологія квантового тунелювання буде використана для теракту. Раффі намагається зрозуміти залишені підказки, але на встигає. Якісь зловмисники телепортують будівлю Зоряного флоту, що спричиняє її руйнацію. Раффі виходить на слід ференгі Сніда, причетного до нападу. Снід ледве не вбиває Раффі, але її рятує Ворф.
Пікар і Райкер досліджують пошкоджений зореліт Беверлі «Елей», коли прилітає ворожий корабель «Сорокопуд». Його капітан Вадік вимагає видати Джека, інакше «Титан-А» буде знищений і постраждає багато планет. Пікар забирає Беверлі та Джека, зазначивши, що Джек — це його син. «Титан-А» відлітає, а «Сорокопуд» вирушає навздогін і повсюдно переслідує завдяки портальній технології. Виявляється, що один з енсінів «Титана-А» змінник, повстанець, який бореться проти Федерації після програшу Домініону у війні. Раффі та Ворф також знаходять іншого змінника. Атака на «Сорокопуда» не вдається: постріли через портал повертаються назад. Райкер звинувачує Пікара та веде свій зореліт у гравітаційну аномалію, звідки виявляється неможливо вибратися через брак енергії. Екіпаж знаходить спосіб зарядити двигуни від хвиль, які походять з туманності, та вилетіти, завдавши несподіваного удару по «Сорокопуду».
Екіпаж «Титана-А» намагається самотужки дізнатися, що викрала Вадік, і проникає на таємну базу, де виявляє андроїда, в якому зберігаються копії свідомості Дейти, Лора та Б-4. Як пояснює андроїд, змінники викрали оригінальне тіло Пікара. Згодом виявляється, що змінники є на борту «Титана-А» й саботують корабель. Вадік вимагає видати їй Джека, хоча ніхто не здогадується навіщо. Вадік розповідає, що її створила організація Федерації, Секція 31, як ідеального шпигуна. Та Вадік зуміла втекти і поділилася своїми здібностями (імітацією не лише вигляду, а й внутрішньої будови) з іншими змінниками, щоб помститися Федерації за поразку Домініону (див. «Зоряний шлях: Глибокий космос 9»). Коли Вадік захоплює керування «Титаном-А», Пікар придумує скористатися обчислювальними можливостями Дейти, щоб відновити контроль. Дейта змагається з Лором за тіло і програє. Але привласнивши спогади Дейти, Лор сам стає Дейтою та приходить на допомогу. Джек розкриває в собі здібності до телепатії, завдяки яким досягає Вадік і викидає її в космос, де вона розбивається об власний корабель. «Титан-А» відлітає на збори Зоряного флоту, щоб завадити решті змінників. Невдовзі Діана Трой відчуває, що Джека супроводжує якась зла сила.
Джек вступає в телепатичний контакт із сутністю, що переслідувала його від народження, та розуміє, що це Колектив борґів. Як з'ясовує команда «Титана-А», борґи уклали зі змінниками союз, щоб заслати своїх агентів у Зоряний флот і впровадити всьому офіцерському складу генетичний код, який поєднує різні організми в єдину мережу без потреби в кіборгізації. Проте сприйнятливі до цієї зміни лише молоді особи. Вціліла до цього часу Королева борґів переманює Джека на свій бік обіцянкою, що він більше не буде самотній. Джек підмикається до Колективу та поширює сигнал, за яким офіцери захоплюють зорельоти та спрямовують їх до Землі. Королева повідомляє, що борґи більше не потребують асимілювати цивілізації, а будуть винищувати їх. Пікар збирає стару команду «Ентерпрайза-D» з якою викрадає свій колишній зореліт.
«Ентерпрайз-D» поспішає до Землі, але біля Юпітера виявляє куб борґів, у якому міститься Джек. Пікар вирушає на зустріч з Королевою та пропонує себе взамін на сина, але вона відмовляє. Тоді Пікар добровільно підмикається до Колективу та переконує Джека, що в нього вже є справжня родина та друзі. Тим часом «Ентерпрайз-D» руйнує передатчик сигналу і куб починає розвалюватися. Джек пориває з борґами і разом з батьком та іншими покидає куб до того, як він вибухне.
Зважаючи на порятунок Федерації, команди «Ентерпрайза-D» та «Титана-А» виправдовують і призначають Аніку капітаном «Титан-А», куди Джек переходить на посаду радника. Стара команда святкує своє воз'єднання за грою в покер, як багато років тому. Згодом, під час польоту, Джека відвідує Q, який повідомляє, що завершив «випробування» Пікара, але тепер почне «випробовувати» Джека.

## Сезони
| Сезон | Епізоди | Епізоди | Оригінальний випуск | Оригінальний випуск | Оригінальний випуск |
| Сезон | Епізоди | Епізоди | Перший випуск       | Останній випуск     | Мережа              |
| ----- | ------- | ------- | ------------------- | ------------------- | ------------------- |
| 1     | 10      | 10      | 23 січня 2020       | 26 березня 2020     | CBS All Access      |
| 2     | 10      | 10      | 3 березня 2022      | 5 травня 2022       | CBS All Access      |
| 3     | 10      | 10      | 16 лютого 2023      | 20 квітня 2023      | Paramount+          |

## У ролях

#### Основний склад
- Патрік Стюарт — колишній адмірал Зоряного Флоту Жан-Люк Пікар.
- Сантьяго Кабрера — Крістобаль «Кріс» Ріос, колишній офіцер Зоряного Флоту, пілот.
- Мішель Херд — Раффі Мусікер, колишня офіцер Розвідки Зоряного Флоту.
- Еван Евагора — Елнор, ромуланський мечник.
- Елісон Пілл — доктор Агнес Джураті, спеціалістка зі штучного інтелекту та робототехніки.
- Гаррі Тредевей — Нарек, шпигун ромуланців.
- Пейтон Ліст — Нарісса, оперативниця ромуланців з Жат Ваш.
- Іза Бріонес — Даж / Соджі, синтетичні люди з фальшивими спогадами.

#### Гостьові появи
- Джонатан Фрейкс — Вільям Райкер, колишній перший офіцер у команді Пікара.
- Марина Сіртіс — Діана Трой, колишня радниця і психолог в команді Пікара.
- Брент Спайнер — Дейта, унікальний андроїд, здатний мислити й відчувати емоції, колишній офіцер з науки в команді Пікара / доктор Алтан Сунг, робототехнік / Адам Сунг, мільярдер і винахідник, предок Алтана Сунга.
- Джері Раян — Сьома з дев'яти/Аніка, колишня борґ, що служила на «Вояджері».
- Джонатан дель Арко — Х'ю, борґ, раніше врятований Пікаром і його командою.
- Джон де Лансі — Q, богоподібна істота.
- Енні Вершинг — королева борґів.
- Пенелопа Мітчелл — Рене Пікар, астронавтка, предок Жана-Люка Пікара.
- Сол Родрігез — Тереза Рамірез, лікарка в XXI столітті.
- Вупі Голдберг, Іто Агайєре — Гайнан, ель-ауріанка, знайома Пікара.

## Історія створення
Патрік Стюарт, який виступає виконавчим продюсером, повернувся до ролі Пікара, яку він виконав в серіалі «Зоряний шлях: Наступне покоління», а також в інших серіалах і фільмах франшизи. Сантьяго Кабрера, Мішель Херд, Еван Евагора, Елісон Пілл, Гаррі Тредевей і Іза Бріонес також грають головні ролі. Серіал був анонсований в червні 2018 року. У серпні, після декількох місяців переговорів зі Стюартом, який раніше заявив, що не повернеться у франшизу після «Відплати», Куртцман заявив про початок виробництва. Зйомки почалися в Каліфорнії в квітні 2019 року, а офіційна назва серіалу була оголошена місяцем пізніше. Зйомки першого сезону завершилися 31 серпня 2019 року.
Прем'єра першого сезону серіалу відбулася 23 січня 2020 року.

## Супутня продукція
- «Зоряний шлях: відлік Пікара» (англ. Star Trek: Picard Countdown) — серія коміксів, події яких відбуваються в 2385, описуючи історію евакуації ромуланців та відставки Жана-Люка Пікара[18].
- «Каюта» (англ. The Ready Room) — афтер-шоу, де відбувається обговорення з акторами чергового епізоду серіалу[19].
- «Остання найкраща надія» (англ. Last Best Hope) — роман Юни МакКармак, зосереджений на виході Жана-Люка Пікара з Зоряного Флоту[20].

## Оцінки й відгуки
Серіал має на сайті Rotten Tomatoes частку схвалення 89 % від критиків і 57 % від пересічних глядачів. Найвище оцінений останній, третій сезон (98 % схвальних відгуків).
Бен Трейверс з Indie Wire порівнював «Зоряний шлях: Пікар» з новою трилогією «Зоряних воєн», відзначаючи, що постарілий Пікар нагадує Люка Скайвокера. Він так само припустився кількох помилок, розчарований в насталому світі та значний термін провів осторонь. У той же час Жан-Люк без сторонніх спонукань лишається героєм, що не зраджує власним ідеалам.
До того ж висновку прийшов Брендон Кац із Observer, додаючи, що «Зоряний шлях: Пікар» має більше екшну та відходить від епізодичної структури оригінального «Зоряного шляху» та «Наступного покоління». Серіал використовує сучасну ностальгію за минулим, але також і надає розвитку історії «Зоряного шляху», позбавляючи її наївного ідеалізму.
Як писав Скотт Коллура в IGN, перший сезон надто відмежовувався від «Наступного покоління». Другий сезон збирає команду більш знайомих персонажів, але сам Пікар постає в зовсім іншій ролі слабкого та обтяженого власним минулим чоловіка. В цілому сезону бракує нових ідей, він повторює вже бачене раніше, а сюжетні арки незадовільно поєднуються одна з одною. Вся подорож, показана в другому сезоні, виглядає просто переоціненою та надто затягненою.
Третій сезон у Screen Rant назвали ідеальним фіналом «Наступного покоління», що успішно повертає улюблених персонажів, приділяючи кожному з них гідну увагу. Та згідно з зауваженням The Escapist, третій сезон ігнорує фінал другого. Ні доля нової фракції борґів, ні загроза в вигляді трансварпового каналу більше не згадуються. Згідно з CBR, «Пікар» і «Дискавері» відкинули схему щотижневих відокремлених пригод, перейшовши до сюжетів, які тривають цілий сезон. Але через те обидва серіали втратили оптимістичний дух, який фінал «Пікара» повертає. Джошуа Рівера в Polygon писав, що завершення «Пікара» мало шалений успіх і підбило підсумки всього «Зоряного шляху» 1990-х років («Наступне покоління», «Глибокий космос 9» і «Вояджер»). Однак, зрештою «Пікар» припустився помилки, яку часто роблять великі франшизи: звузив величезний вигаданий всесвіт до пригоди групи персонажів, на яких тримається все, щоб потім передати їхню місію молодшому поколінню.